# Anoplolepis nuptialis
Anoplolepis nuptialis é uma espécie de formiga da família Formicidae.
É endémica da África do Sul.